# Saknad i strid (film)
Saknad i strid (engelsk originaltitel: Missing in Action) är en B-actionfilm från 1984 med Chuck Norris i huvudrollen. Filmen fick två uppföljare, en som utspelade sig före den första filmen, Saknad i strid 2 (1985), och en som utspelade sig efter, Saknad i strid 3 (1988).

## Bakgrund och mottagande
Filmen har sin bakgrund i ett tidigt filmmanus skrivet 1983 av James Cameron för filmen Rambo – First Blood II som cirkulerade i Hollywood. Saknad i strids handling är också mycket lik Rambos. De två första Saknad i strid-filmerna producerades parallellt och hade premiär innan uppföljaren till Rambo var klar, troligen för att kunna rida på Rambos popularitetsvåg. Ursprungligen skulle de komma i kronologisk ordning, men detta ändrades senare.
Saknad i strid fick överväldigande negativ kritik. Framför allt kritiserades den för att vara ett plagiat på Rambo-serien. Den anklagades även för att ge en onyanserad bild av vietnameser och asiater som genomonda.

## Handling
Överste (Colonel) James Braddock (Chuck Norris) blev tillfångatagen under Vietnamkriget och satt i ett nordvietnamesiskt fångläger. Han lyckades fly. Tio år senare återvänder han till Ho Chi Minh-staden tillsammans med amerikanska utredare för att hitta amerikanska soldater som fortfarande är saknade i strid. Braddock reser vidare till Thailand där han möter sin gamla armévän Tuck (M. Emmet Walsh). Tillsammans tar de sig djupt in i den vietnamesiska djungeln för att befria krigsfångarna från General Trau (James Hong).

## Skådespelare
- Chuck Norris – Överste James Braddock
- Jean-Claude Van Damme – Bilförare
- M. Emmet Walsh – Tuck
- David Tress – Senator Porter
- Lenore Kasdorf – Ann
- James Hong – General Trau
- Erich Anderson – Masucci